# Funiculaire Bienne-Evilard

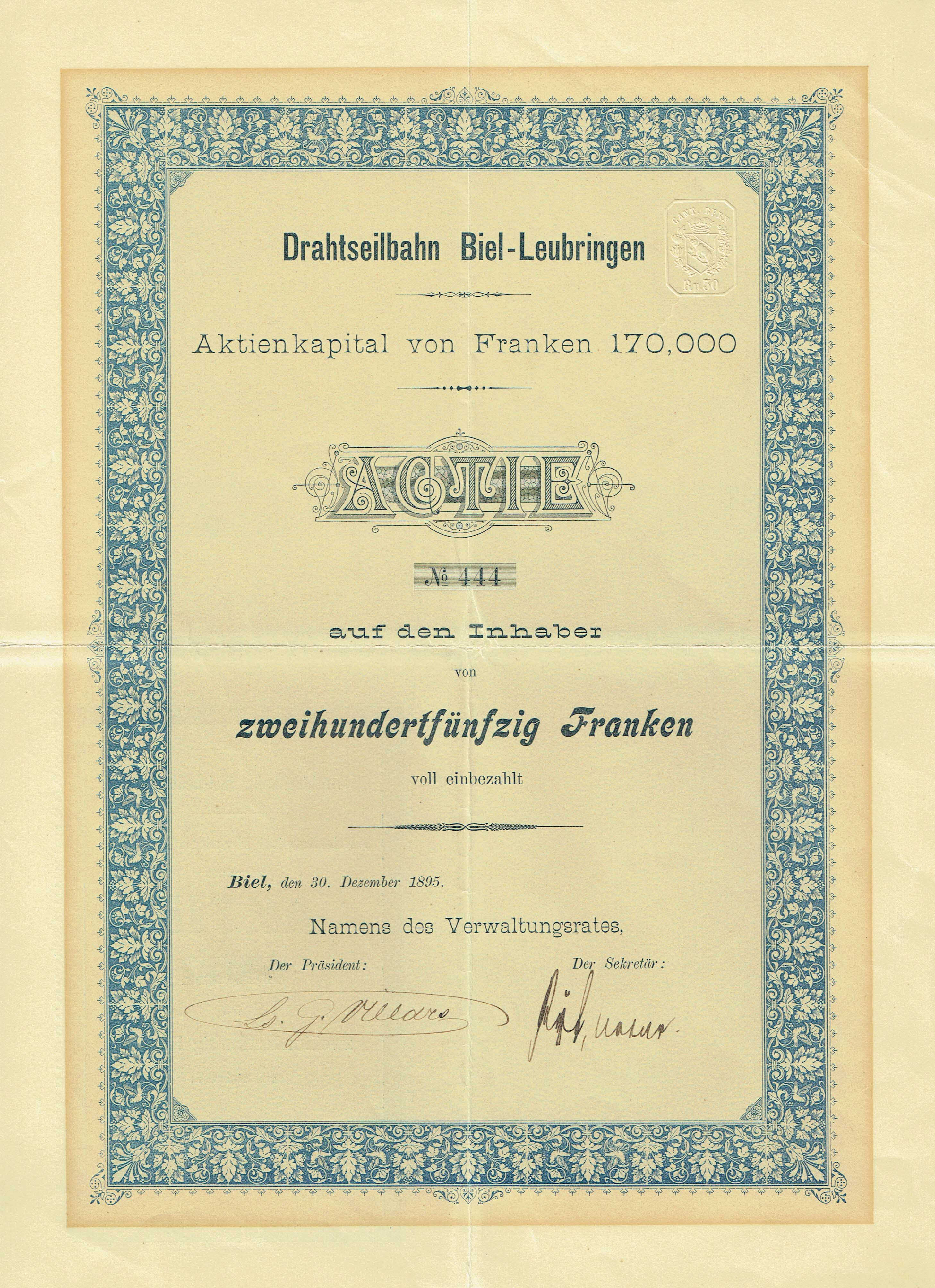
Action du Funiculaire Bienne-Evilard en date du 30 decembre 1895

Le funiculaire Bienne-Evilard est un funiculaire suisse.

## Description
Situé dans le canton de Berne, il relie Bienne à Evilard. Sa longueur est de 933 mètres, pour une dénivellation de 242 mètres. 

### Données techniques[3]
- Longueur exploitée 920 mètres
- Longueur totale : 933 mètres
- Dénivelé : 242 mètres
- Rampe : de 190 à 355 ‰
- Écartement des rails : 1 000 mm
- Constructeurs : Von Roll Doppelmayr

## Histoire
La ligne est inaugurée le 21 janvier 1898. En 1905 la station intermédiaire du quartier de Beaumont est mise en service. En 1909 les cabines, qui n'acceptent alors que 28 passagers, sont remplacées par de nouveaux modèles acceptant 50 personnes ; dans le même temps, la vitesse est augmentée à 2,4 m/s. En 1961, le service est automatisé et les cabines en bois remplacées par des cabines en métal. 
En 2009, le service du funiculaires Bienne-Evilard ainsi que celui de Bienne-Macolin est assuré par la société FUNIC.